# Brabantjaar
In het jaar 2006 werden tal van activiteiten georganiseerd in het kader van Brabant 1106-2006. België en Nederland hebben samen het negenhonderdjarig bestaan van Brabant gevierd. De start van het Brabant 900 jaar werd gegeven op zaterdag 13 mei 2006 met een officiële bijeenkomst op het Provinciehuis in Leuven. Vertegenwoordigers uit het vroegere hertogdom werden er ontvangen door gouverneur Lodewijk De Witte.

De motivering voor deze feestelijkheden was gebaseerd op het feit dat op 13 mei 1106 door keizer Hendrik V tijdens de Rijksdag in Worms aan Godfried, graaf van Leuven een hertogtitel werd verleend. Het stoelt echter op een mystificatie dat dit de titel van hertog van Brabant zou geweest zijn.

## Activiteiten
- Op 13 mei 2006 vond te Leuven de groots opgezette feestelijke opening plaats in aanwezigheid van diverse hoogwaardigheidsbekleders, met muzikale omlijsting van Scala en Kolacny Brothers. Met dit evenement ging het Brabant 900 Jaar officieel van start. Tijdens deze feestelijke gebeurtenis werd ook de De Ruyter Medaille uitgereikt.
- Mei 2006 : Op de Grote Markt in Leuven volgde een deel van de genodigden ‘s avonds een optreden bij van het internationaal vermaarde meisjeskoor Scala onder begeleiding van de Kolacny Brothers. Ondanks het slechte weer was de belangstelling groot. Daarna werd het Stadhuis van Leuven verlicht door de Franse kunstenaar Patrice Warrener.
- In Antwerpen werden de festiviteiten ingeluid met het Kathedraalconcert op donderdag 11 mei 2006.
- Najaar 2006: Op 1 september 2006 was er een cultureel evenement rond het Provinciehuis in 's-Hertogenbosch.
- In oktober was er een kunsttentoonstelling in en rond het jachtslot van de hertogen in Turnhout. Zaterdag 14 en zondag 15 oktober vond de 6e editie van Grensincidenten tussen Baarle-Hertog en Baarle-Nassau plaats in Baarle.
- In Brussel werd op woensdag 29 november een conferentie gehouden: ’Brabant in Europa’.